# 에릭 카트먼

얼굴 없는 카트먼 두상

에릭 시어도어 카트먼(Eric Theodore Cartman)은 보통 그의 성인 '카트먼'으로 불리며 애니메이션 시리즈인 《사우스 파크》의 4명의 주요 등장인물 중 한 명이다. 카트먼의 성우는 트레이 파커가 맡았다.
카트먼은 두드러지며, 굉장히 부도덕하며, 가끔씩 굉장히 난폭한 면을 보이기도 하고, 매우 극적인 길로 사건을 이끌어간다. 그는 그가 속해있지 않은 인종이나 그룹, 특히 강렬한 적대감이 있는 카일 브로플로프스키와 관련된 유태인과 히피를 싫어하며, 그에 대한 증오를 매우 대놓고 표현한다. 그는 종종 자기 자신의 목적을 위해 다른 사람들을 교묘히 다루는데, 그 중에는 살인이나 파괴를 야기시키게 하는 경우도 있다.

## 특징
그는 '뚱뚱한 아이'로 묘사되고, 사우스 파크 패거리에서 주인공답지 않은 주인공이다. 그의 성격은 시리즈가 진행해감에 따라 현저히 변하였다. 늘 이기적이고 고집불통이지만, 초기 시즌에서는 미숙한 어린아이 수준이었다. 하지만 시즌이 진행되어갈수록 그는 더욱 적극적이고 교활해져가다 결국엔 완전히 정신적인 한계를 넘어버렸다.
사우스 파크의 전신인 크리스마스의 정신의 첫 화인 예수 vs 프로스티 편에서는 케니로 나오는데, 외형은 카트먼과 비슷하나 이름이 케니라는 특이한 점이 있다. 다만 예수 vs 산타 편에서는 케니라는 이름은 케니 매코믹, 외형은 에릭 카트먼이 가져갔다.

## 운동 신경
사우스 파크에서 가장 난폭한 성격을 지닌 것에 비헤 싸움이 일어나면 가장 연약하다. 토큰에게 세대를 맞고 쓰러져서 일어나지 못하는 모습을 보였고 자신이 먼저 건 싸움인데도 불구하고 카일에게 한 대를 맞자 아이처럼 울기도 했다. 싸움 실력 외에도 운동 신경 또한 최저인데 특히 우승상금 때문에 장애인이라고 속이고 출전한 장애인 올림픽에서는 장애인보다 훨씬 떨어지는 운동 실력을 보여준다.
시즌 12 9화에서는 웬디와 싸움을 했지만 엄청나게 굴욕을 당하고, 곧바로 일어서서 정신승리의 모습을 보여준다. 굉장히 호전적인 성격임에도 불구하고 싸움을 못하기 때문에 항상 동네북을 자처하고 있다. 하지만 시즌 15 이후부턴 싸움에서 약하다는 묘사는 거의 사라졌고 무기나 스킬을 쓰면 강해지게 된다. 실제로 직구로 벽돌을 던져서 토큰의 팔을 부러뜨린 적이 있다.

## 음악 재능
음악에 재능이 있는데 특히 작곡 실력이 수준급이며 노래또한 잘 부른다.

### Kyle's Mom is a Bitch
직역해서 '카일의 엄마는 개년'이라는 곡을 선보인다. 최초에 크리스마스에 이 곡을 D-Minor로 불러 퍼트리기 시작해서 극장판에서 모두의 힘을 빌어 완벽한 곡을 만들어 내게 된다.

### Faith +1 활동[3]
카트먼은 쉽게 앨범을 팔 수 있는 방법을 생각하다가, 쉽게 (easiest) 쓰레기같은 (crap) 노래를 만들어도 예수만 (Jesus) 넣으면 기독교도들을 이용해 앨범을 많이 팔 수 있다는 생각을 해 내고, 버터스, 토큰과 함께 기독교 락 그룹인 'Faith +1'을 결성한다. 이 의견에 반대한 카일보다 먼저 앨범을 백 만 장 팔아 플래티넘 앨범을 차지하기 위해 열심히 활동한 결과, 천 만 장 이상이 팔리는 등의 엄청난 흥행을 거두었으나 플래티넘 앨범이란 상이 아닌 몰약상을 수상하자 카트먼은 'Faith +1'을 해체한다.
Faith +1의 노래 가사는, 대중적인 연애에 대한 노래에서 상대방을 가리키는 'baby'나 'darling' 등을, 'Jesus'로 바꾸거나, 기독교도들의 신앙 행위를 빗대어 연애나 성적 행위를 표현한 것으로, 대부분 중의적이다. 가사에는 다음과 같은 것들이 있다.
I need you in my life, Jesus. I can't live without you, Jesus, And I just want to feel you deep inside me, Jesus
예수야, 내 인생에는 네가 필요해. 예수야, 네가 없이는 나는 살 수 없어. 예수야, 너를 내 몸 속 깊은 곳에서 느끼고 싶어.

You know, Jesus, I have been thinking a lot about you lately. Well, that's why I wrote this song.
예수야, 요새 네 생각이 많이 나. 그래서 이 노래를 만들었어.

I want to walk hand in hand with Jesus on a private beach for two. I want him to nibble on my ear and say "I am here for you".
둘만 있는 한적한 해변가에서 예수와 손을 잡고 걷고 싶어. 예수가 내 귀를 핥으며 "내가 여기 네 곁에 있잖아"라고 말해 주면 좋겠어.

I wanna get down on my knee and start pleasing Jesus. I wanna feel his salvation all over my face.
무릎을 꿇고 앉아 예수를 기쁘게 해 주고 싶어. 예수의 구원을 내 얼굴 위에서 가득 느끼고 싶어.

Whenever I see Jesus up on that cross, I can't help but think that he looks kind of hot.
십자가에 있는 예수를 올려 볼 때마다, 뭔가 매력이 있어 보인다고 생각하게 돼.
Faith +1 의 앨범 수록곡은 다음과 같다.
- Body of Christ: "그리스도의 몸"은 기독교에서 쓰이는 용어이나, 이 노래에서는 해변에서 햇살에 그을린 내 애인 예수의 멋진 몸을 찬양하는 의미이다.
- Christ Again
- A Night With the Lord
- Touch Me Jesus: 숨겨진 의미로 해석하자면," 나를 만져 줘, 예수야"가 될 것이다.
- I Found Jesus (With Someone Else): 숨겨진 의미로 해석하자면, "내 애인인 예수가 다른 여자와 함께 있는 것을 발견했다"가 될 것이다.
- Savior Self
- Christ What a Day: 영어에서 Christ는 화가 났을 때 감탄사로 쓰인다, 이 제목은 숨겨진 의미로, "젠장, 오늘따라 뭐 이렇게 일이 안 풀려" 정도로 번역이 가능할 것이다.
- Three Times My Savior
- Jesus Touched Me

## 지능
주인공들이 10살 전후의 지능을 가지고 있지만 에릭 카트먼은 몇몇 부분에서 어른을 능가하는 지혜를 보여주기도 한다. 특히 카일과 관련된 일이라면 엄청난 작전을 짜내기도 한다. 임기응변에도 매우 능하며 어른들을 설득시킬 정도의 화술도 지녔다. 또한 자신이 존경하는 인물답게 어디서 배웠는지 모를 독일어를 매우 유창하게 구사한다. 독일인들과 능숙하게 대화하는 것이 가능할 정도다. 다만 그 뛰어난 독일어 실력을, '아주 신선하고 통통한 유대인이에요.'하면서 카일을 독일인들에게 넘기려 한다던지, '복수의 날이 왔다.'라면서 유대인 학살을 선동하려는데만 사용한다.(심지어 이 에피소드에서는 아예 히틀러 코스프레까지 한다.) 거기에 수준급 멕시코어(멕시코는 스페인어를 쓰기 때문에 실질적으로는 스페인어) 실력까지 보유하고 있다.
사우스파크의 4학년들이 모여 사악하거나 황당한 일을 벌일 때는 대부분의 경우, 카트맨이 참모 역할을 맡는다.(참모라 쓰고 사건의 원인이라 읽는다.)
선동과 음모에 굉장한 재능을 가지고 있다. 진저인 아이들이 멀쩡한 애들을 용암에 담가 처형하도록 선동하거나, 자기에게 뚱뚱하다고 말한 의사의 아내를 음모를 통해 자살시키는 등 사악한 면모를 보인다.

## 가족 관계
현재 가족은 어머니인 리안 카트먼 한 명만 존재한다. 아버지는 처음에는 리안 카트먼이 자웅동체라는 결론이 나면서 리안이 아버지=어머니 라는 것으로 끝나는 듯 하였지만 후에 200회 기념 연작 에피소드에서 '잭 테너맨'으로 밝혀진다.

아이러니하게도 잭 테너맨은 에릭 카트먼에 의해 죽게 된다.

## 친구들을 놀리는 방법

### 스탠 마시
사실 딱히 놀릴것이 없어보일 수 있지만 카트먼은 그를 '히피'라고 놀린다.

### 카일 브로플로프스키
가장 놀릴 거리가 많은 대상이다. 우선 카일을 '유대인(Jew)'이기 때문에 놀린다. 그리고 카일이 붉은머리, 주근깨, 밝은 피부를 가지고 있기 때문에 데이워커(Daywalker, 낮에 돌아다니는 뱀파이어) 또는 진저(Ginger)라고 놀린다.(하지만 정작 진짜 진저는 카트먼 본인이다)

플러스로 카일의 엄마인 쉴라 브로플로프스키가 뉴져지 출신임이 밝혀져 이를 통해서도 놀림을 받게 된다.
위의 3가지로 인해 카트먼은 카일을 3J(Jew, Ginger, Jersey) 또는 삼진아웃으로 놀린다.

그러나 이후의 에피소드에서 죽을뻔한 위기에서 '유월절의 기적'을 직접 경험하게 되어 유대교를 믿게 된다. 이로 인해 카일을 유대인이라는 소재로 놀리지 않을 것으로 보이지만 아직은 모를일이다.

### 케니 맥코믹
케니가 반에서 가장 가난하다는 점 때문에 가난을 이유로 케니를 놀린다. 그러나 케니가 사라지게 되면 카트먼의 집이 가장 가난한 집이 된다.

### 웬디 테스타버거
왜인지는 모르겠지만 항상 덤빈다. 하지만 육체적으로도 지략적으로도 웬디의 상대가 되지 않는다.